# IC 4470
IC 4470 ist eine Spiralgalaxie vom Hubble-Typ Sc im Sternbild Kleiner Bär. Sie ist rund 314 Millionen Lichtjahre von der Milchstraße entfernt.
Entdeckt wurde das Objekt am 11. Juli 1887 von Guillaume Bigourdan.